# LARS-2
LARS-2 (нем. Leichte Artillerieraketensystem — Лёгкая ракетно-артиллерийская система) — немецкая самоходная РСЗО. Предназначена для уничтожения передовых расчетов боевой техники, рассредоточенной живой силы противника, артиллерийских расчетов и дистанционного минирования местности. Система LARS-2 является результатом выполнения программы модернизации РСЗО LARS-1, принятой на вооружение бундесвера в 1969 году. С 1980 по 1983 годы в соответствии с этой программой были модернизированы все состоящие на вооружении Бундесвера пусковые установки LARS-1, всего 209 шт.

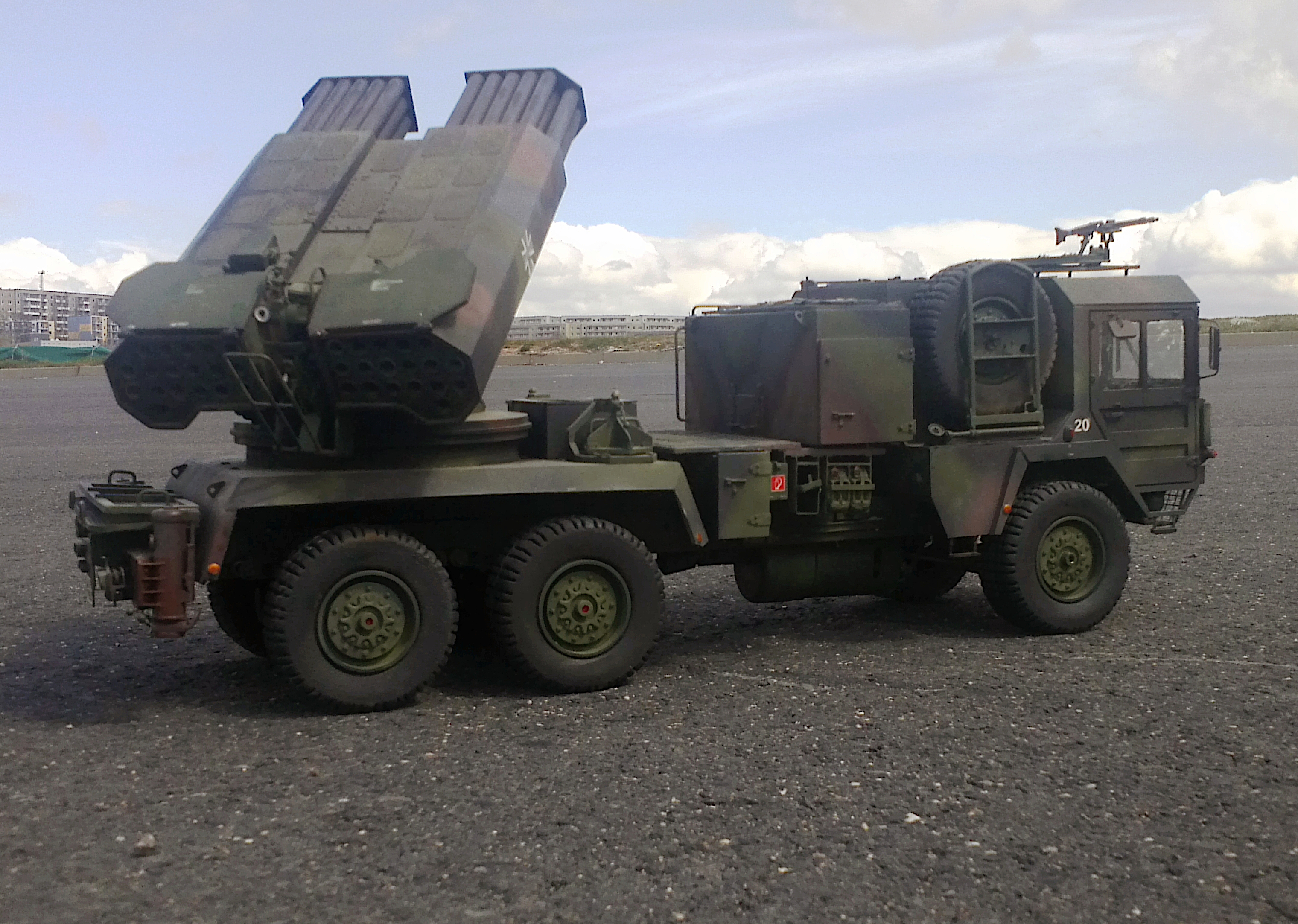
Mehrfachraketenwerfer 110 SF, auf M.A.N. 6x6, 7 to, gl

По программе модернизации к стандарту LARS-2 каждая ПУ монтируется в задней части шасси 7-тонного грузовика MAN (6х6) (MAN LKW 7t. mil gl KAT I) и состоит из двух расположенных рядом обойм из 18 пусковых труб. Все твердотопливные ракеты с оперением могут быть выпущены за 17,5 c. ручная перезарядка ПУ занимает примерно 15 минут. Минимальная и максимальная дальность стрельбы составляет 14 и 30 км соответственно. Имеется 7 типов БЧ ракеты, включая кассетную для дистанционной постановки минных полей DM-711 с пятью противотанковыми минами AT-2, с тормозными парашютами; осколочно-фугасную DM-21; и кассетную DM-701 с восемью противотанковыми минами AT-1. РСЗО LARS-2 имеет усовершенствованную систему управления огнём FIELD GUARD, обеспечивающую пристрелку репера и автоматическое определение необходимых поправок для ведения залпового огня. Система FIELD GUARD включает радиолокатор слежения за траекториями ракет и ЭВМ. Одна система обслуживает четыре ПУ LARS-2. В настоящее время появился новый вариант этой системы — FIELD GUARD Mk2, который имеет более высокую огневую производительность. На пусковой установке смонтирована также аппаратура REPAG, предназначенная для проверки ракет, установки времени срабатывания взрывателя боевой части и выбора режима запуска ракет.
Пусковая установка имеет хорошую проходимость на пересеченной местности, может преодолевать подъемы до 30°. Без подготовки она может преодолеть брод глубиной 1,2 м. В состав оборудования входят навигационная аппаратура, средства радиосвязи и средства пожаротушения.
В настоящее время LARS-2 полностью выведен из состава войск Бундесвера. Вместо него введена в состав войск другая система РСЗО MARS. Это практически идентичная с MLRS-270 машина, только выпускается по лицензии в Германии с различными небольшими доработками.